# Bernhard von Tiron

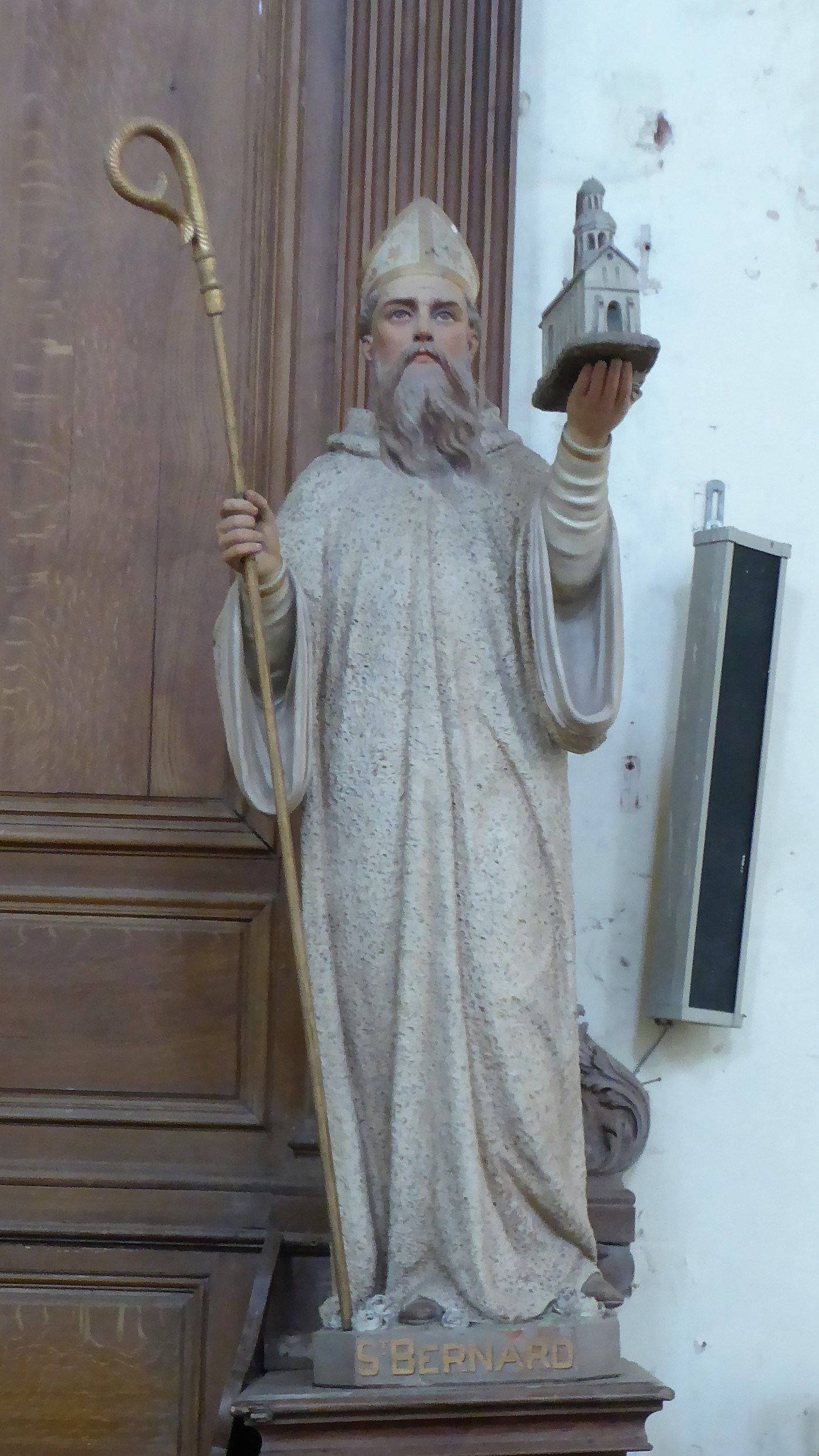
Statue des Heiligen Bernhard von Tiron in der Abtei Thiron-Gardais im Département Eure-et-Loir Frankreich

Bernhard von Tiron oder Bernard d’Abbeville (* um 1046 in Abbeville; † 25. April 1116 in Thiron bei Chartres) war Abt in Poitiers, Einsiedler und Klostergründer. Sein Gedenktag ist der 14. April. Er ist der Schutzpatron der Gefangenen und Drechsler.

## Leben
Nach seiner Vita wurde er als Kind mittelloser, aber frommer Eltern bei Abbeville um das Jahr 1046 geboren. Um 1066 wurde Bernhard Mönch in Saint-Cyprien bei Poitiers. Dort zeichnete er sich durch seine strenge Frömmigkeit aus, so dass er bereits 1076 Prior von St-Savin-sur-Gartempe wurde. 1096 zog er sich als Einsiedler in den Wald bei Craon zurück und später auf die Chaussey-Inseln vor Granville in der Normandie. 1100 kehrte er nach Saint-Cyprien zurück und wurde dort zum Abt gewählt, da sein Vorgänger, Abt Renaud, gestorben war. Dort konnte er jedoch seine angestrebten Reformen nicht durchsetzen. So war er etwa ab 1104 – wohl mit Erlaubnis von Papst Paschalis II. – wieder als Wanderprediger und Einsiedler unterwegs, um seinem Ideal von strenger, auf Handarbeit gegründeter Lebensweise nach dem Vorbild der ägyptischen Mönche in der Tradition von Antonius nahezukommen. So unternahm er beispielsweise apostolische Reise mit Robert von Arbrissel. Als ihm der Papst die Kardinalswürde antrug, lehnte er ab.

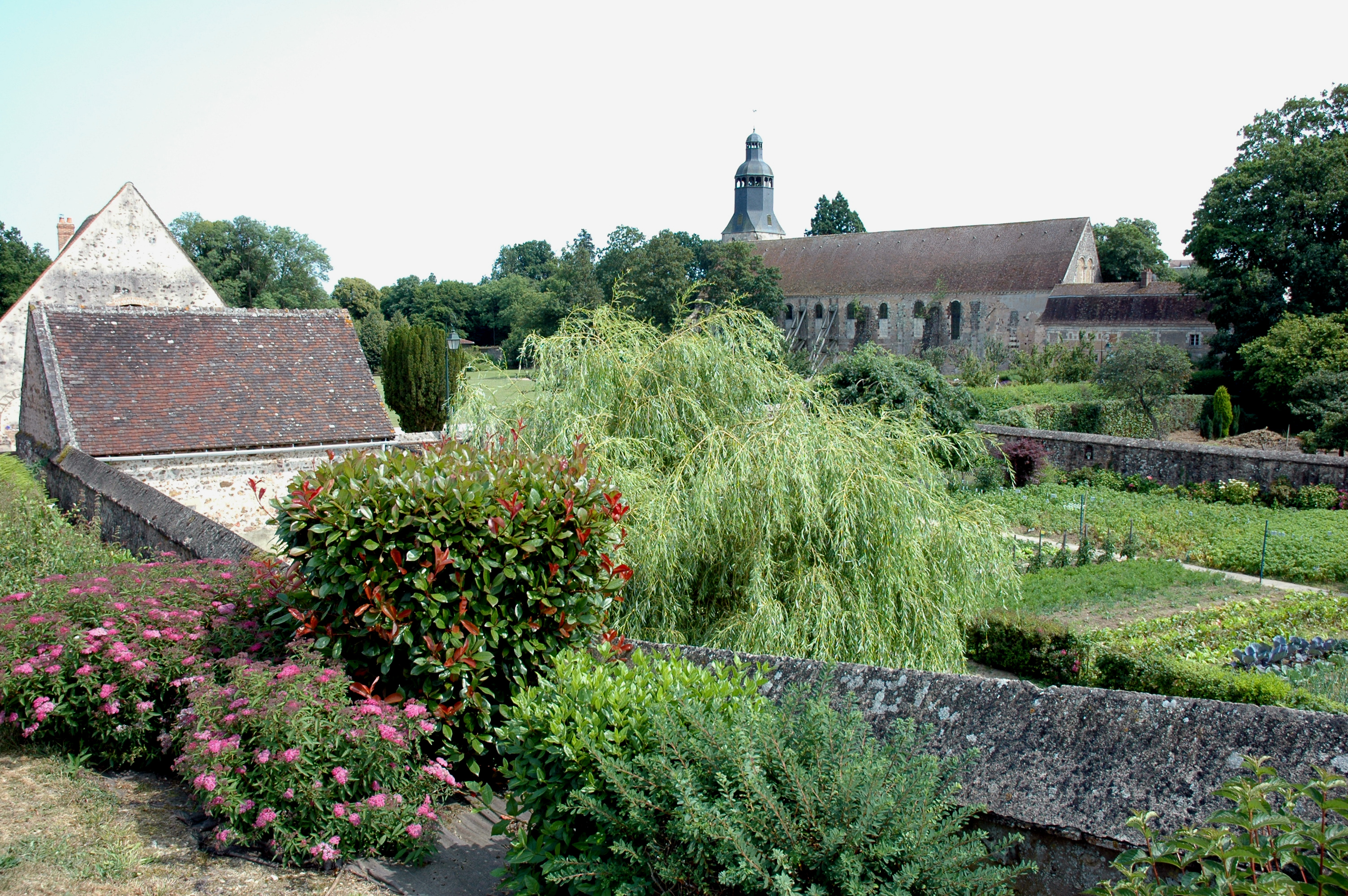
Ehemalige Abtei von Thiron

Im Jahr 1109 bekam er beim Ort Thiron ein Stück Land vom Grafen von Perche und Mortagne, Rotrou III., geschenkt und gründete dort eine Benediktinerkongregation mit dem Kloster Ste-Trinité, das bald einen großen Aufschwung erlebte und Berühmtheit erlangte. Die gleichnamige Kongregation wurde zum Mutterhaus von 23 Abteien und 80 Prioreien, die jedoch bereits im 15., spätestens aber im 16. Jahrhundert in eine geistige und finanzielle Krise gerieten und von den Mönchen verlassen wurden oder sich im 17. Jahrhundert der Maurinerkongregation anschlossen.
Das Leben Bernhard von Tirons wurde von dessen Kanzler Gaufredus Grossus in der Vita beati Bernardi überliefert, die etwa um 1147 entstanden ist.

## Darstellung
Es sind keine mittelalterlichen Darstellungen von Bernhard von Thiron bekannt. Einige neuzeitliche Skulpturen und Glasmalereien zeigen ihn mit einem Abtsstab oder einem Kirchenmodell in Händen.

### Sekundärliteratur
- DHGE VIII, 754f.
- LThK II, 249.
- DSp I, 1510
- EC II, 1440f.
- Jacques de Bascher: La ‘Vita’ de saint Bernard d’Abbeville, abbé de Saint-Cyprien de Poitiers et de Tiron. RMab, 59 (1979), S. 411–450.
- Friedrich Wilhelm Bautz: BERNHARD von Tiron. In: Biographisch-Bibliographisches Kirchenlexikon (BBKL). Band 1, Bautz, Hamm 1975. 2., unveränderte Auflage. Hamm 1990, ISBN 3-88309-013-1, Sp. 536 (Artikel/Artikelanfang im Internet-Archive).
- Bernard Beck: Saint Bernard de Tiron, l’ermite, le moine et le monde. Cormelles-le-Royal 1998.
- Ruth Harwood Cline: The congregation of Tiron in the twelfth century: Foundation and expansion. Georgetown University, 2000.
- Stephanus Hilpisch: Geschichte des benediktinischen Mönchtums in ihren Grundzügen. Herder & Co., Freiburg im Breisgau 1929, S. 201.
- Thomas Reiser: Doppelte Dissonanz und perpetuierte Demut. Die Gattungsdiskussion zur Heiligenlegende im Spiegel der „Vita Beati Bernardi“ des Gaufredus Grossus. In: MlJb 42. 2007, S. 79–95.
- Thomas Reiser: Darstellung, Wertung und Funktion von Einsamkeit. Bernhard von Tiron, die ersten Eremiten, Eucherius von Lyon. In: MlJb 44. 2009, S. 273–302.
- Kathleen Thompson: The other Saint Bernard. The “troubled and varied career” of B. of Abbeville, Abbot of Tiron. In: JEH 60. 2009, S. 657–672.
- Johannes von Walter: Die ersten Wanderprediger Frankreichs. Leipzig 1906, S. 1f.